# Collège d'Alma
Le Collège d'Alma est un collège d'enseignement général et professionnel (cégep) situé dans la ville d'Alma dans la province de Québec. Fondé des suites de la Commission Parent en 1972, il compte environ 1 300 étudiants à temps plein et à temps partiel répartis dans plusieurs programmes.

## Histoire
Le pavillon principal a été construit pour abriter l'Externat Classique aussi appelé école Champagnat. Celle-ci dirigée par la communauté des frères Maristes dispense à partir de 1952 les cours classique et commercial. Elle ajoute par la suite les belles lettres et la philosophie.
Le Collège d'Alma est le seul cégep du Saguenay–Lac-Saint-Jean à offrir les programmes de musique et de techniques policières. Depuis 1996, il possède un centre collégial de transfert de technologie, AGRINOVA, qui offre des services de recherche et développement, de soutien technique ainsi que de la formation aux entreprises dans le domaine de l'agriculture et de l'agroalimentaire.

## Galerie de photographies

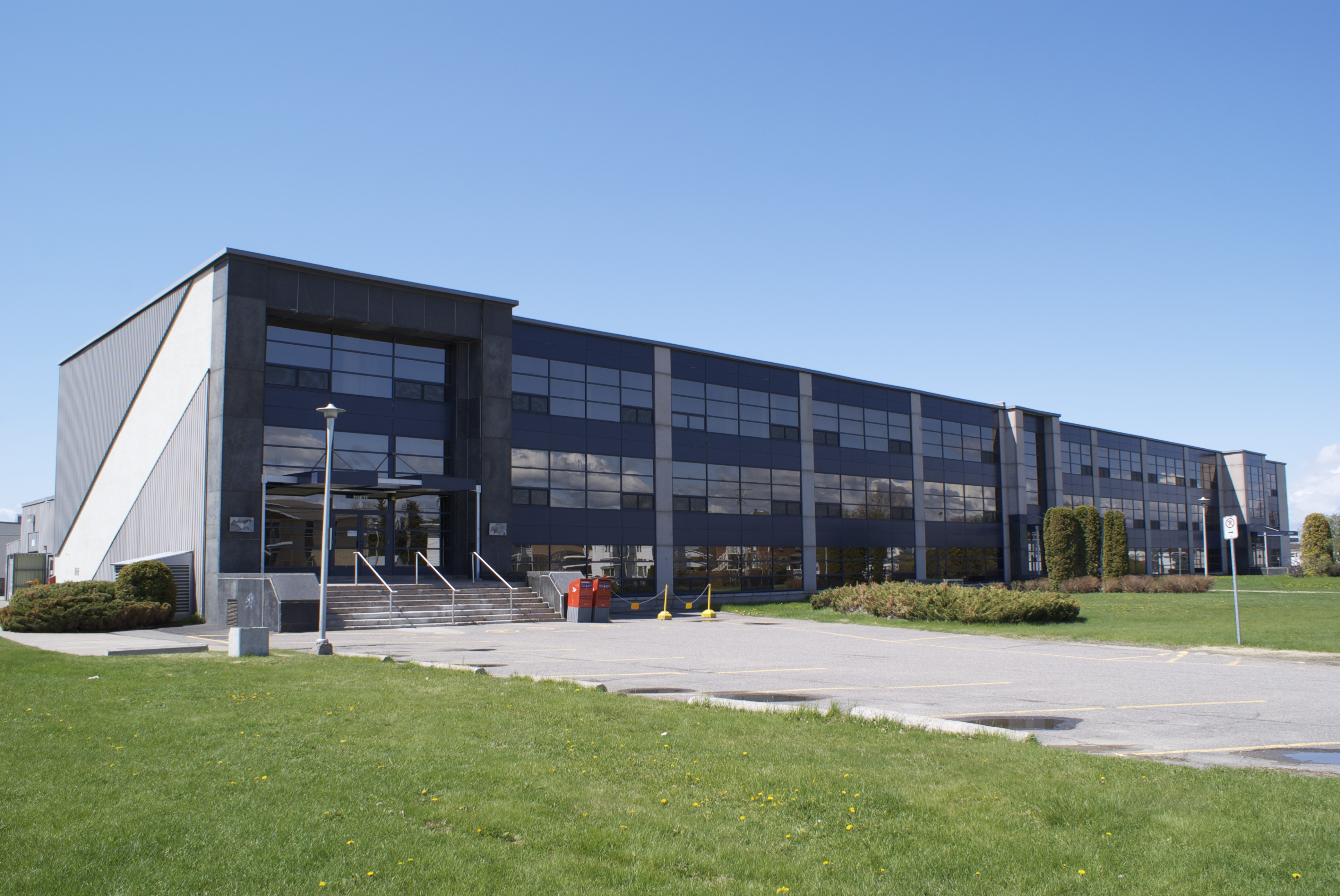
Pavillon principal « P ».
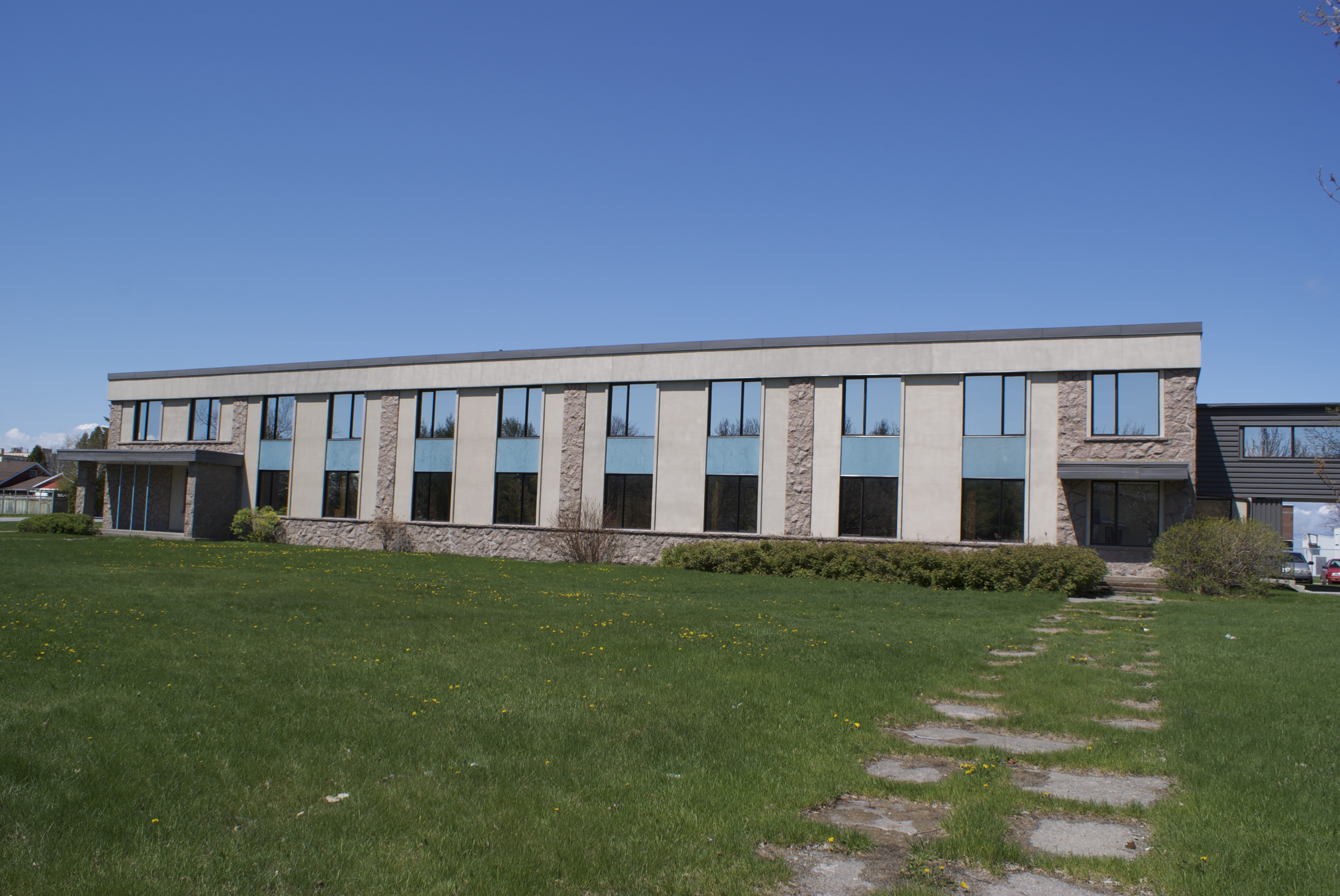
Pavillon St-Jude « J ».
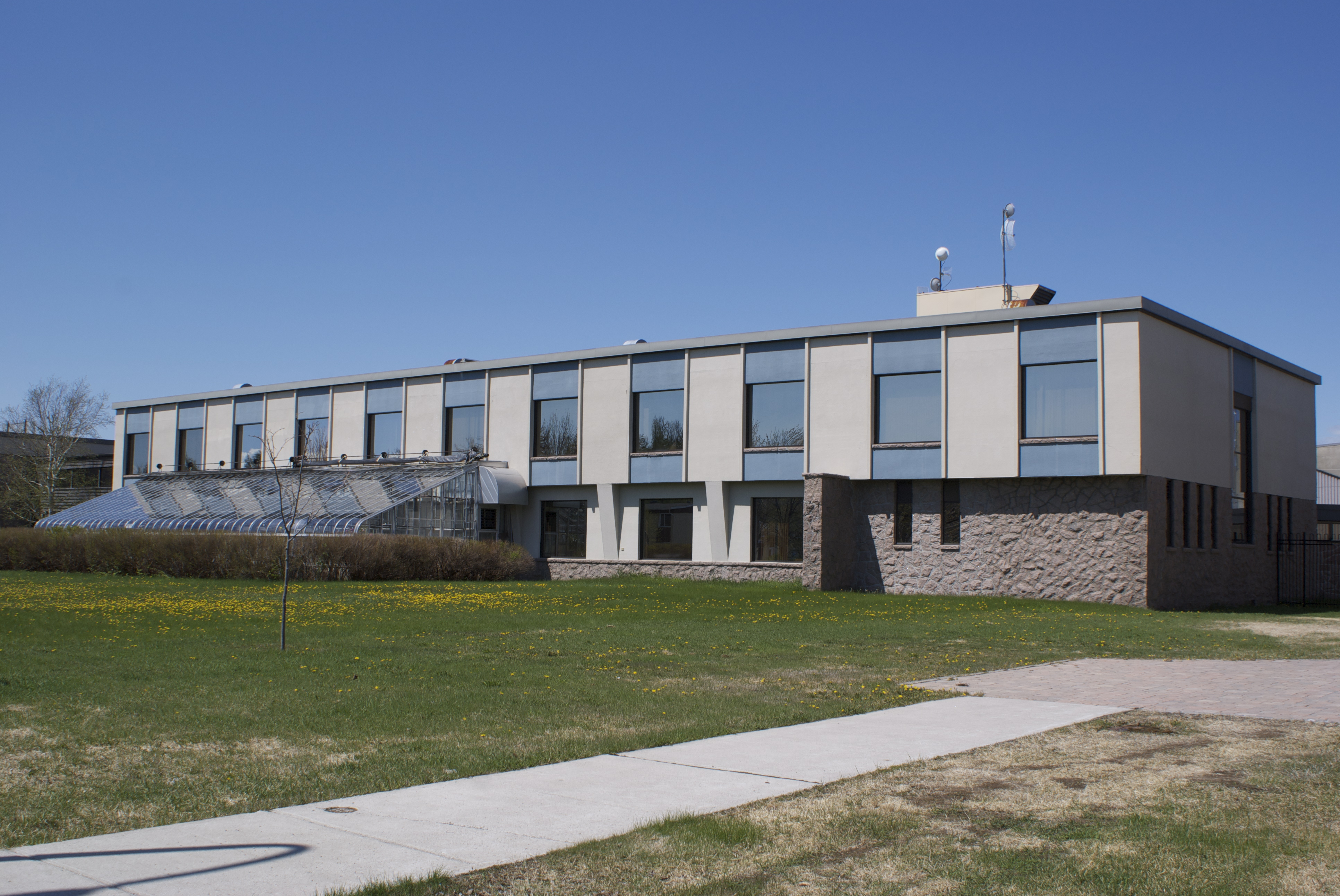
Pavillon Curé-Lavoie « M ».